# Яньчи
Яньчи́ (кит. упр. 盐池, пиньинь Yánchí) — уезд городского округа Учжун Нинся-Хуэйского автономного района (КНР).

## История
После того, как царство Цинь завоевало все остальные царства и создало первую в истории Китая централизованную империю, в результате похода против северных кочевников были захвачены эти земли, которые были включены в состав округа Бэйди (北地郡). При империи Хань здесь был образован уезд Сюйянь (昫衍县). Во II веке эти места были захвачены гуннами, и надолго перешли под власть кочевников.
После того, как при империи Северная Вэй китайские войска вновь завоевали эти места, здесь разместились власти новой области Сиань (西安州). При империи Западная Вэй область Сиань была переименована в Яньчжоу (盐州). В 705 году в юго-западной части современного уезда был образован уезд Вэньчи (温池县). В XI веке эти земли вошли в состав тангутского государства Си Ся. После того, как государство тангутов в XIII веке было уничтожено монголами, область Яньчжоу была присоединена к области Хуаньчжоу (环州).
При империи Мин в этих местах в 1443 году был создан военный лагерь Хуамачи (花马池营). В 1493 году он был развёрнут в Хуамачискую охранную тысячу (花马池守御千户所), а в 1507 году стал Нинсяским тыльным гарнизоном (宁夏后卫). При империи Цин военно-административные структуры района Великой стены были преобразованы в гражданские, и Нинсяский тыльный гарнизон стал подобластью Хуамачи (花马池分州) области Линчжоу (灵州) провинции Ганьсу. После Синьхайской революции в Китае была проведена реформа административного деления, и в 1913 году подобласть Хуамачи была преобразована в уезд Яньчи.
В 1929 году была создана провинция Нинся, и уезд вошёл в её состав. В 1936 году в эти земли пришла китайская Красная армия, и на территории уезда стали существовать как гоминьдановские, так и коммунистические органы власти.
В апреле 1954 года в составе провинции Нинся был создан Хэдун-Хуэйский автономный район (河东回族自治区), и уезд вошёл в его состав. Осенью 1954 года провинция Нинся была расформирована, и Хэдун-Хуэйский автономный район вошёл в состав провинции Ганьсу. В 1955 году Хэдун-Хуэйский автономный район был переименован в Учжун-Хуэйский автономный округ (吴忠回族自治州). В 1958 году был создан Нинся-Хуэйский автономный район; Учжун-Хуэйский автономный округ был расформирован, и уезд перешёл в прямое подчинение властям Нинся-Хуэйского автономного района. В 1972 году в составе Нинся-Хуэйского автономного района был создан Округ Иньнань (银南地区), и уезд вошёл в его состав. В 1998 году округ Иньнань был преобразован в городской округ Учжун.

## Административное деление
Уезд делится на 4 посёлка и 4 волости.